# Euthalia dermoides
Euthalia dermoides är en fjärilsart som beskrevs av Rothschild 1892. Euthalia dermoides ingår i släktet Euthalia och familjen praktfjärilar. Inga underarter finns listade i Catalogue of Life.